# Beierolpium graniferum
Beierolpium graniferum es una especie de Arachnida del género Beierolpium, de la familia Olpiidae, del orden Pseudoscorpiones. Es un pseudoescorpión pequeño, el macho mide 1,8 mm.

## Distribución
Beierolpium graniferum se distribuye por África. Es endémica de Chad. Se encuentra en los alrededores de la capital, Yamena.

## Taxonomía
B. graniferum fue descrita científicamente por Max Beier en 1965. Esta especie fue descrita bajo el protónimo Xenolpium graniferum por Beier en 1965. La aracnóloga francesa Jacqueline Heurtault la colocó en el género Beierolpium en 1982.